# Blepephaeus stigmosus
Blepephaeus stigmosus är en skalbaggsart som beskrevs av Charles Joseph Gahan 1894. Blepephaeus stigmosus ingår i släktet Blepephaeus och familjen långhorningar.
Artens utbredningsområde är:
- Laos.
- Burma.

Inga underarter finns listade.